# Хуан Мануель Пенья
Хуан Мануель Пенья (ісп. Juan Manuel Peña, нар. 17 січня 1973, Санта-Крус-де-ла-Сьєрра) — болівійський футболіст, що грав на позиції захисника.
Виступав, зокрема, за клуби «Реал Вальядолід» та «Вільярреал», а також національну збірну Болівії, у складі якої був учасником чемпіонату світу 1994 року, Кубка конфедерацій 1999 року та шести Кубків Америки.

## Клубна кар'єра
Народився 17 січня 1973 року в місті Санта-Крус-де-ла-Сьєрра. Вихованець футбольної академії «Тауїчі».
У дорослому футболі дебютував 1990 року виступами за «Блумінг» з рідного міста, в якому провів три сезони, взявши участь у 48 матчах чемпіонату. Після цього протягом 1993—1995 років захищав кольори колумбійського клубу «Санта-Фе». У новій команді Хуан відразу завоював місце в основі і майже без замін відіграв два сезони.
У 1995 році Пенья переїхав до Іспанії, підписавши контракт з клубом «Реал Вальядолід». Разом з ним в команду прийшов його партнер по національній команді Марко Санді, який після закінчення сезону повернувся на батьківщину. Хуан виступав за «Вальядолід» протягом 9 сезонів і став одним з рекордсменів команди за кількістю матчів. У 2004 році він допоміг клубу виграти Кубок Інтертото. У тому ж році клуб вилетів з Ла Ліги і Пенья приєднався до «Вільярреалу». 22 вересня 2004 року в матчі проти «Севільї» він дебютував за нову команду, замінивши у другому таймі Кіке Альвареса. У перших двох сезонах болівієць стабільно виходив на поле, але в останньому, 2006/07, втратив місце в основі, відігравши лише 6 ігор у Ла Лізі.
В липні 2007 році Хуан перейшов в «Сельту». 21 вересня в матчі проти «Ейбара» він дебютував у Сегунді і загалом провів у команді за два сезони 33 гри у другому дивізіоні країни.
17 листопада 2009 року Пенья оголосив про завершення ігрової кар'єри, однак 25 березня наступного року передумав і прийняв пропозицію американського «Ді Сі Юнайтед». 4 квітня в поєдинку проти «Нью-Інгленд Революшн» він дебютував у MLS і загалом за сезон зіграв у десяти іграх регулярного чемпіонату. Після цього 1 лютого 2011 року Пенья остаточно завершив кар'єру гравця.

## Виступи за збірну
У 1991 році Пенья дебютував за збірну Болівії у віці 18 років, потрапивши в заявку національної команди на Кубку Америки у Чилі. Через два роки Хуан поїхав і на наступну континентальну першість в Еквадорі, втім на обох його збірна займала останнє місце у групі.
У 1994 році Хуан взяв участь в чемпіонаті світу в США. На турнірі він зіграв у одному матчі проти збірної Іспанії, а його команда традиційно стала останньою у групі.
Після чергового невдалого розіграшу Кубка Америки 1995 року в Уругваї, де болівійці знову не вийшли з групи, у 1997 році Пенья допоміг збірній завоювати срібні медалі домашнього Кубка Америки, зігравши 5 з 6 зустрічей своєї команди, включаючи фінал. Цей успіх дозволив Пеньї з командою поїхати на розіграш Кубка конфедерацій 1999 року у Мексиці, де болівійцям не вдалось вийти з групи. За місяць до того команда зіграла на черговому Кубку Америки 1999 року у Парагваї, але теж без виходу в плей-оф.
В 2007 році у віці 34 років Хуан взяв участь у своєму шостому і останньому розіграші Кубка Америки у Венесуелі. На турнірі він зіграв у матчах проти збірних Венесуели, Уругваю та Перу, але вкотре не допоміг подолати груповий етап.
Всього протягом кар'єри у національній команді, яка тривала 19 років, провів у її формі 85 матчів, забивши 1 гол — 11 жовтня 2003 року в товариському поєдинку проти Гондурасу.

## Титули і досягнення
- Срібний призер Кубка Америки: 1997